# Shōrin-zu byōbu
Pini nella nebbia (松林図 屏風?, Shōrin-zu byōbu) , talvolta denominato anche ‘’Bosco di pini’’ è un'opera costituita da una coppia di paraventi a sei ante o byōbu realizzati dall’artista giapponese Hasegawa Tōhaku (長谷川 等伯), fondatore dell’omonima Scuola Hasegawa di arte giapponese. Non è nota la data precisa di realizzazione della coppia di paraventi, ma sembra che siamo stati dipinti verso la fine del XVI secolo, intorno all’anno 1595.
I paraventi sono conservati al Museo nazionale di Tokyo, e nel 1952 sono stati designati Tesoro nazionale del Giappone.
L’opera, realizzata ad inchiostro su carta, riproduce un boschetto di alberi di pino giapponese, in cui i pini sono parzialmente nascosti da una densa nebbia; la rappresentazione indefinita suggerisce grandi spazi silenziosi e senza tempo e illustra il concetto del buddhismo Zen del Ma ed evoca l’idea estetica giapponese di wabi, o elegante semplicità.
È considerata l’opera più importante della maturità del pittore.
Alcuni studiosi ritengono che l’opera rappresenti la prima realizzazione di grandi dimensioni in cui il soggetto è costituito esclusivamente da alberi, sebbene una forma chiara in alto a destra del paravento di sinistra possa suggerire la rappresentazione di una cima di montagna innevata.

## Struttura

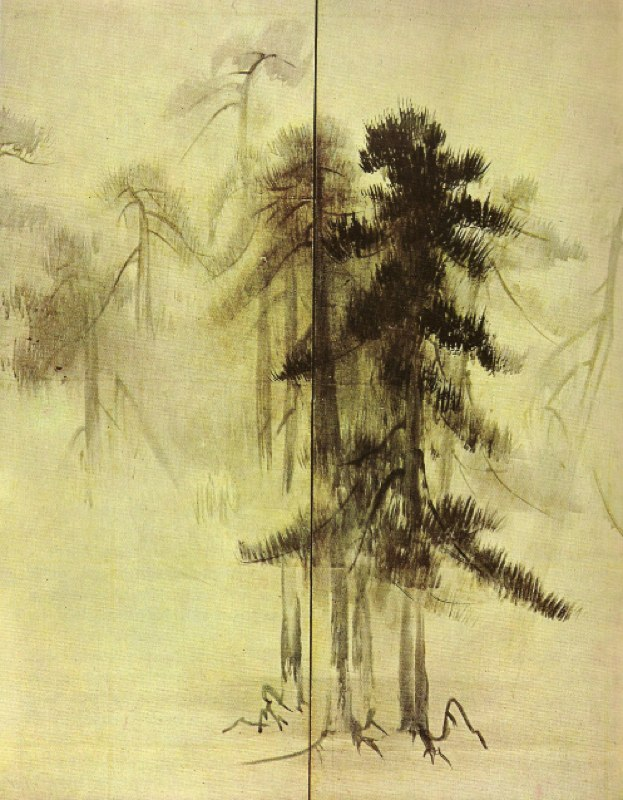
dettaglio del paravento di destra

I paraventi sono costituiti da 6 pannelli ciascuno. Ciascun paravento misura 156,8 per 356 centimetri (61,7 in × 140,2 in).
Alcuni elementi della struttura dei paraventi fanno pensare ad un riuso di carte dipinte, forse inizialmente un lavoro preparatorio di studio: in alto e alla base di ciascun pannello sono stati aggiunti dei pezzi di carta altrimenti le dimensioni sarebbero state molto inferiori alle dimensioni normalmente utilizzate per i paraventi, circa la metà; inoltre la dimensione di ciascuna carta è differente in ogni pannello e le giunzioni tra le carte sono piuttosto irregolari. I pini in secondo piano del pannello di destra sono costituiti da un ritaglio che suggerisce che l'ordine dei pannelli possa essere stato differente oppure che siano stati sostituiti o aggiunti.
Infine il sigillo con i nomi del pittore, "Hasegawa" e  "Tōhaku", non utilizza il formato che l’artista ha utilizzato in opere del medesimo periodo.

## Stile
L’opera è elaborata con la tecnica suibokuga (水墨画?) che utilizza inchiostro di china in diverse diluizioni, da tonalità intense a molto chiare; combina diversi elementi: una visione naturalistica nello stile del pittore cinese Muqi, che Tohaku aveva studiato e ammirava profondamente, con soggetti della tradizione paesaggistica giapponese yamato-e 大和絵? e influenze stilistiche derivate da Sesshū Tōyō, maestro della stesura dell'inchiostro a macchie (溌墨?, hatsuboku).
Sebbene i dipinti siano basati sui principi cinesi della pittura monocroma ad inchiostro, l’impiego di questa tecnica su una dimensione così ampia rappresenta una innovazione prettamente giapponese e mai utilizzata in Cina ed è considerata dai critici “il più alto conseguimento della pittura ad inchiostro giapponese”. 
I gruppi di pini sono separati da ampi spazi vuoti nascosti da una densa nebbia che suggerisce lontananza e profondità. Sullo sfondo le silhouette degli alberi appena accennate lasciano intuire un ampio bosco che si estende fino al profilo del monte appena delineato.
Nella stesura del colore degli alberi Tōhaku ha utilizzato probabilmente un pennello realizzato con fili di paglia su una carta ruvida per ottenere le dimensioni di tratto e la varietà di toni necessaria a raggiungere gli effetti desiderati su una superficie ampia. Gli aghi di pino invece, nelle varie tonalità, sono tracciati con brevi tratti a vortice della punta di pennello sottile.